# Murgul
Murgul (bis 1987 Göktaş) ist eine Kleinstadt in der Provinz Artvin am Schwarzen Meer im Nordosten der Türkei. Murgul liegt etwa 48 Kilometer nordwestlich von Artvin und beherbergt etwa 76 Prozent der Landkreisbevölkerung.
Der Landkreis wurde 1987 gegründet und liegt inmitten der Provinz. Er grenzt im Westen an den Kreis Arhavi, im Norden an Borçka und im Osten an den zentralen Landkreis Artvin. Im Süden bilden die Landkreise Yusufeli und Fındıklı (Provinz Rize) die Grenze. Murgul ist der zweitkleinste Kreis und hat die geringste Bevölkerung in der Provinz. Die Bevölkerungsdichte liegt unter dem Provinzdurchschnitt. Der Landkreis wird vom Murgul Deresi, ein linker Nebenfluss des Çoruh, durchflossen.
Der Kreis besteht neben der Kreisstadt aus elf Dörfern (Köy) mit durchschnittlich 137 Einwohnern, Ende 2018 betrug dieser Durchschnittswert noch 241. Damar ist mit 444 Einwohnern das größte Dorf, nur zwei Dörfer haben mehr Einwohner als der Durchschnitt.